# Érdes pinceászka
Az érdes pinceászka (Porcellio scaber) a felsőbbrendű rákok (Malacostraca) osztályának ászkarákok (Isopoda) rendjébe, ezen belül a pinceászkák (Porcellionidae) családjába tartozó faj.

## Előfordulása
Ez az élőlény Közép- és Nyugat-Európában széles körben elterjedt. A Brit-szigeteken az egyik legnagyobb fajt képezi. Az ember tevékenységei és vándorlásai miatt az érdes pinceászka letelepedett Észak-Amerikában és az Dél-afrikai Köztársaságban is. Az ausztrál kertekben a legközönségesebb ászkafajjá vált.

## Megjelenése
Az érdes pinceászka 11-16 milliméter hosszú és sötétszürke színű. Páncélja, mint ahogy neve is mutatja érdes.

## Életmódja

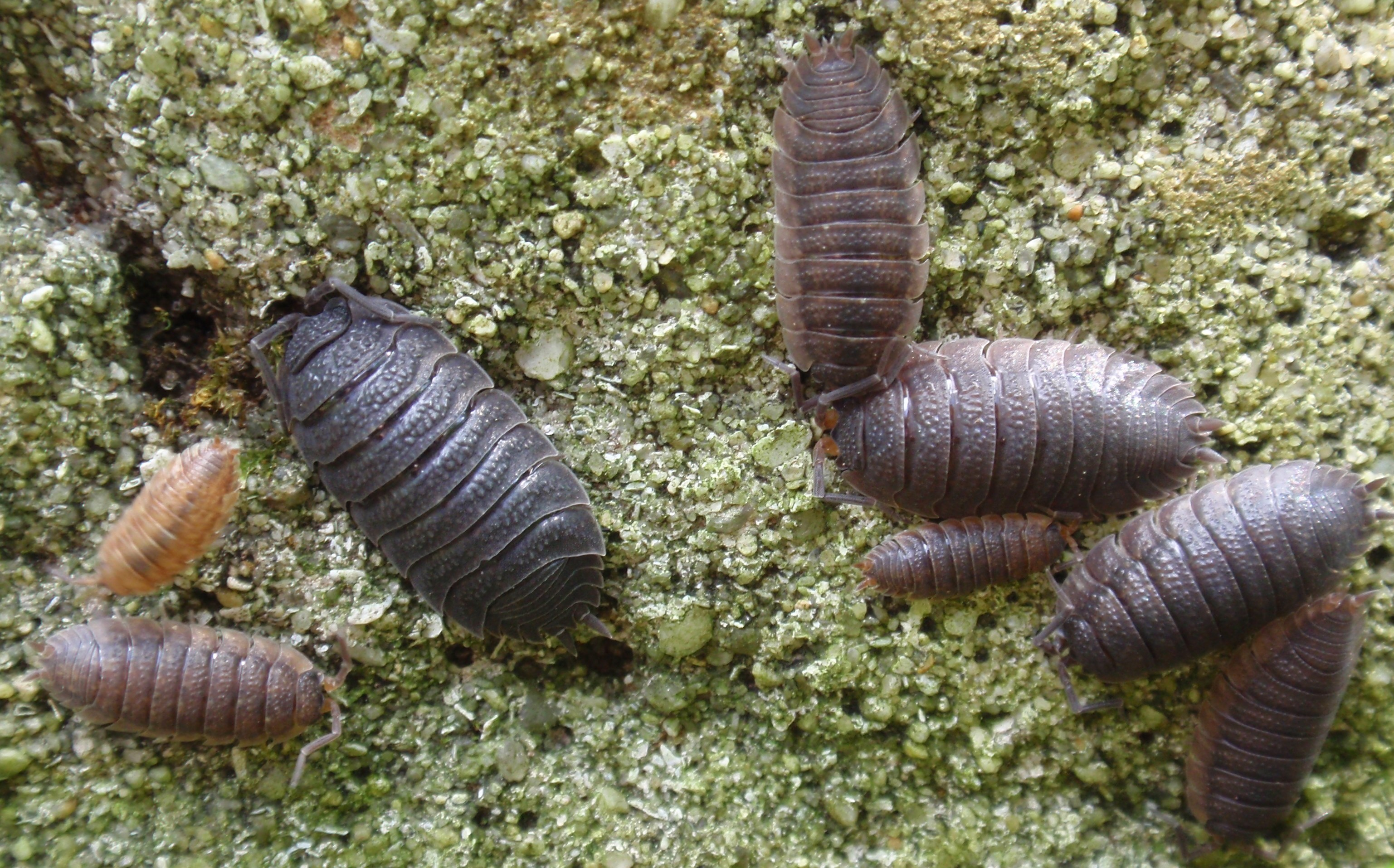
A moha az egyik kedvence

Ez az ízeltlábú főként a páratelt környezetet kedveli. Éjjelente a húsos terményekben (burgonya (Solanum tuberosum), sárgarépa (Daucus carota subsp. sativus), hagyma (Allium), zöldség, gyümölcs) szabálytalan alakú üregeket, lyukakat rág. A lakásba leggyakrabban az élelmiszerekkel hurcoljuk be, de a hideg elől oda be is húzódik.

## Védekezés ellene
A legegyszerűbb és a legolcsóbb módszer az érdes pinceászkától való megszabadulásra az, ha cserépbe tett nedves mohával mesterséges búvóhelyet készítünk neki. Az ászkák abban összegyűlnek, s így könnyebben megszabadulhatunk tőlük.

## Képek

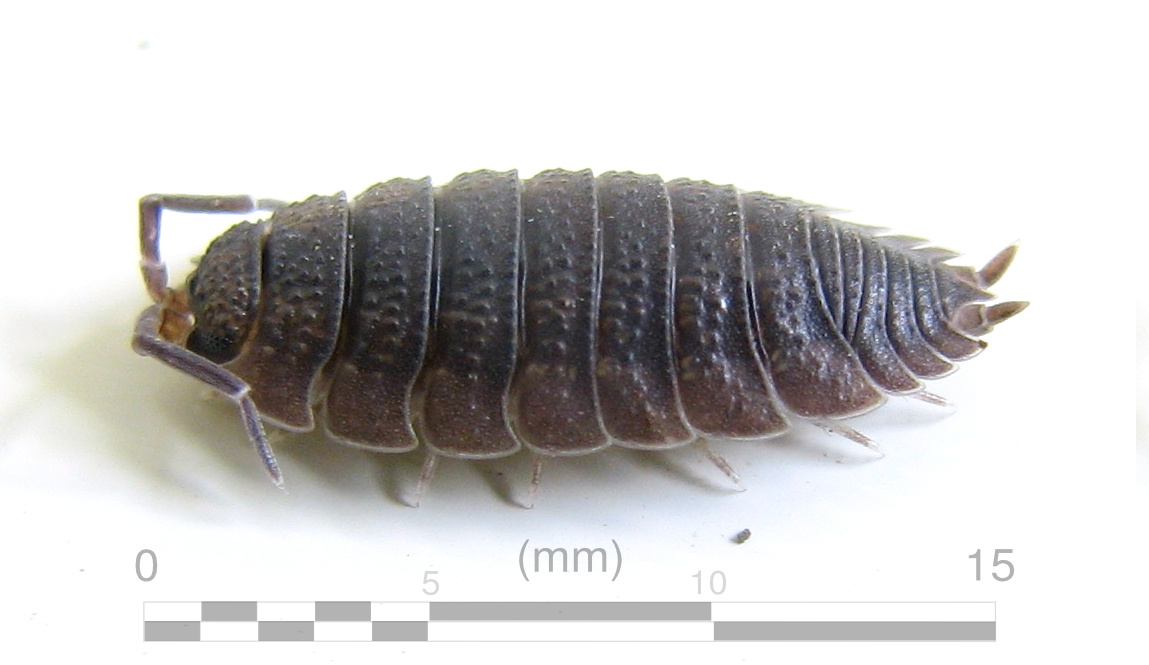
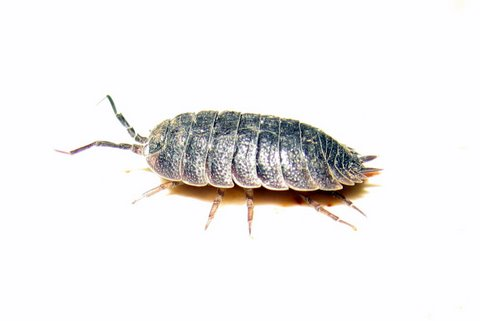
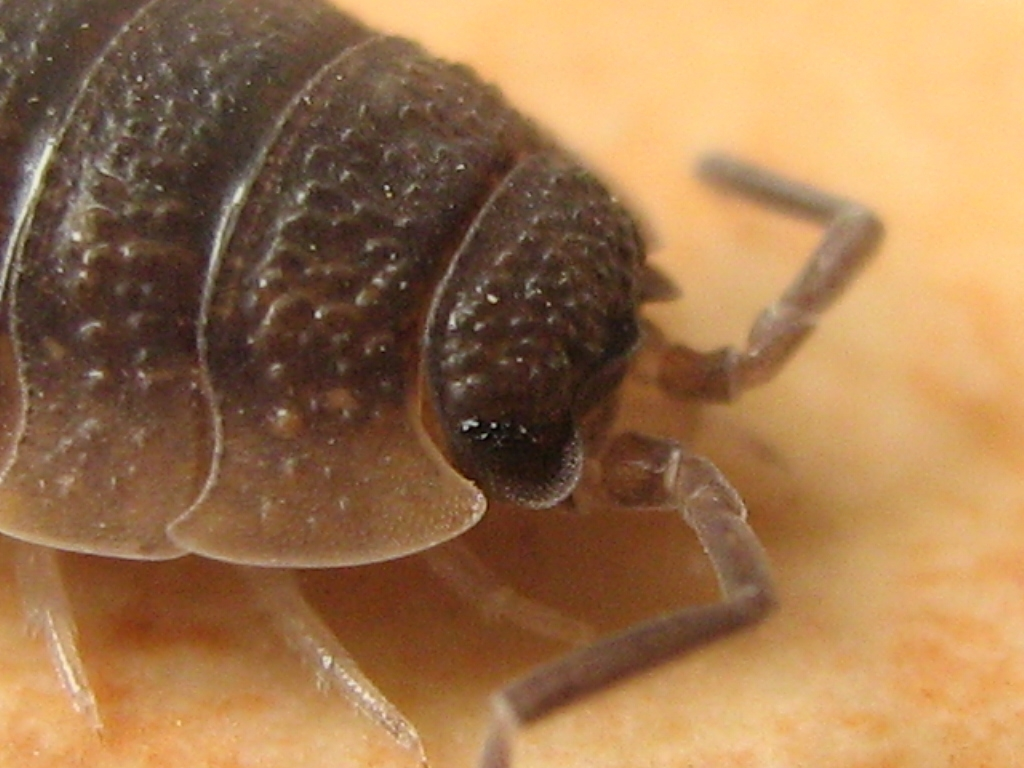
Feje és
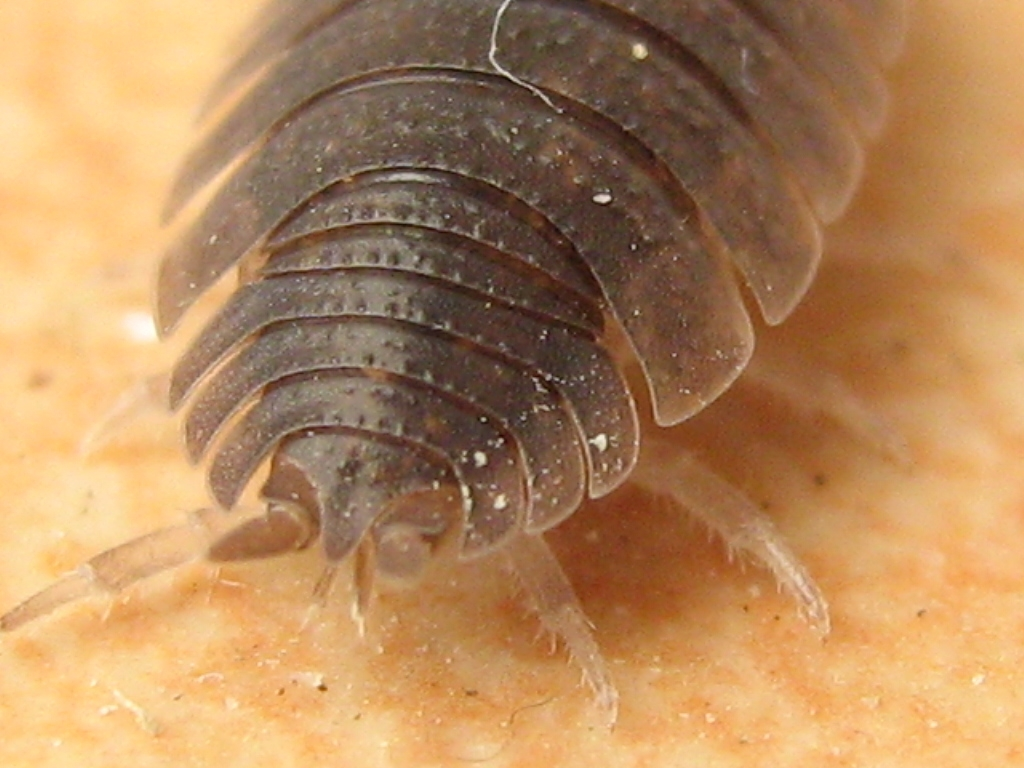
hátsó része közelről
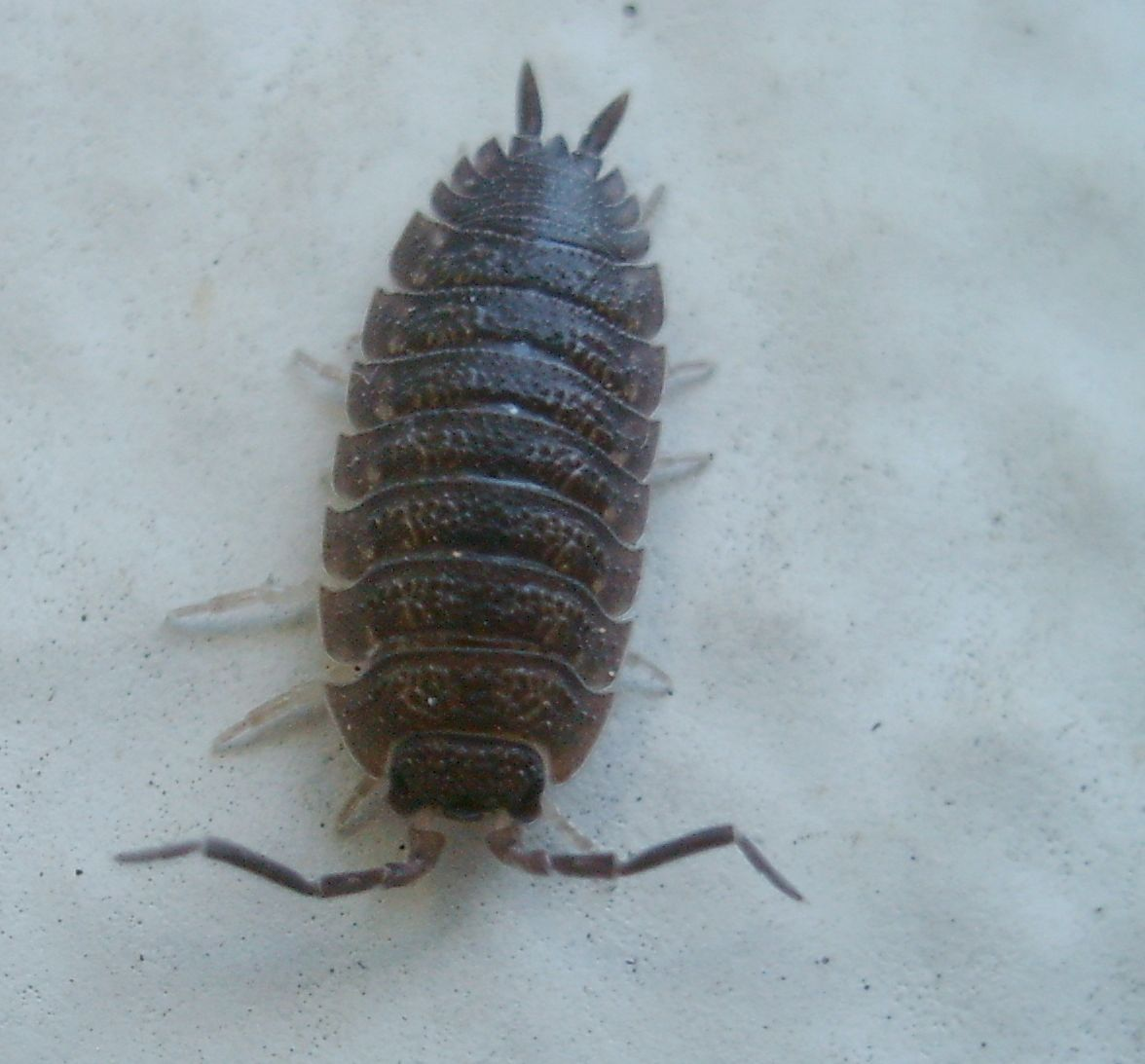
Egymagában
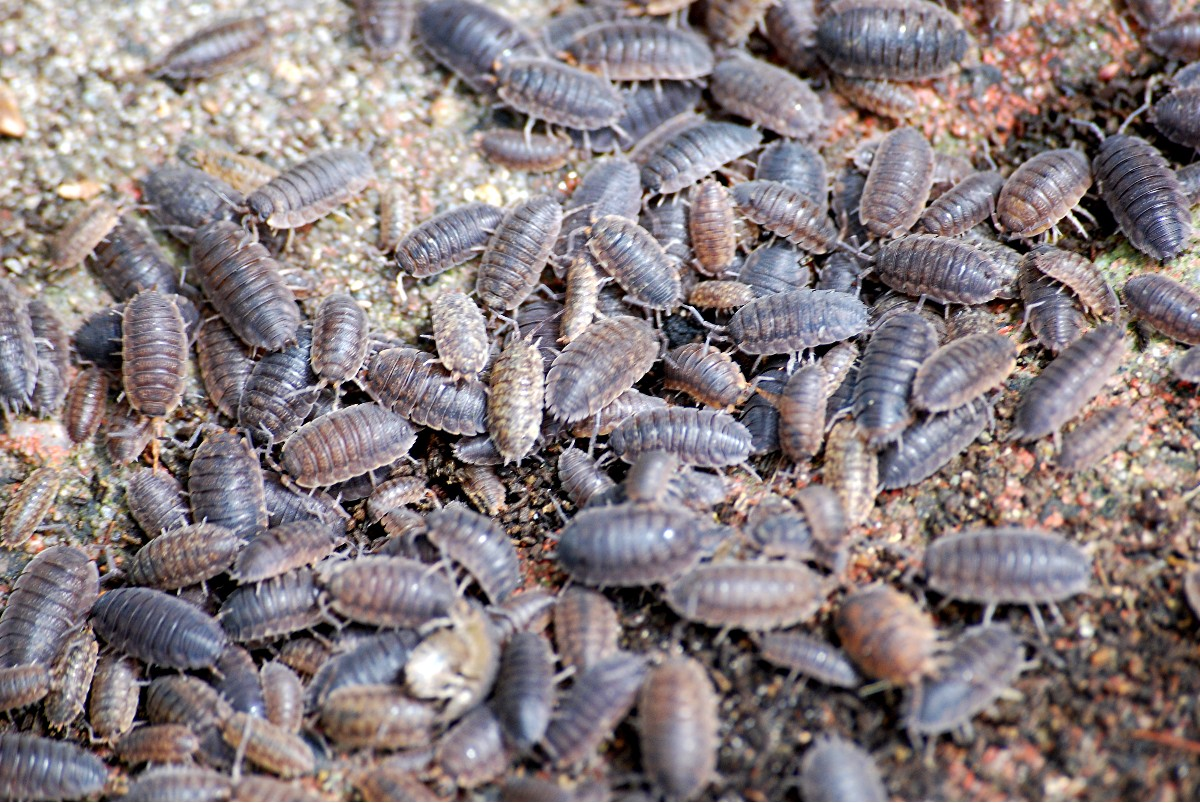
és tömegesen
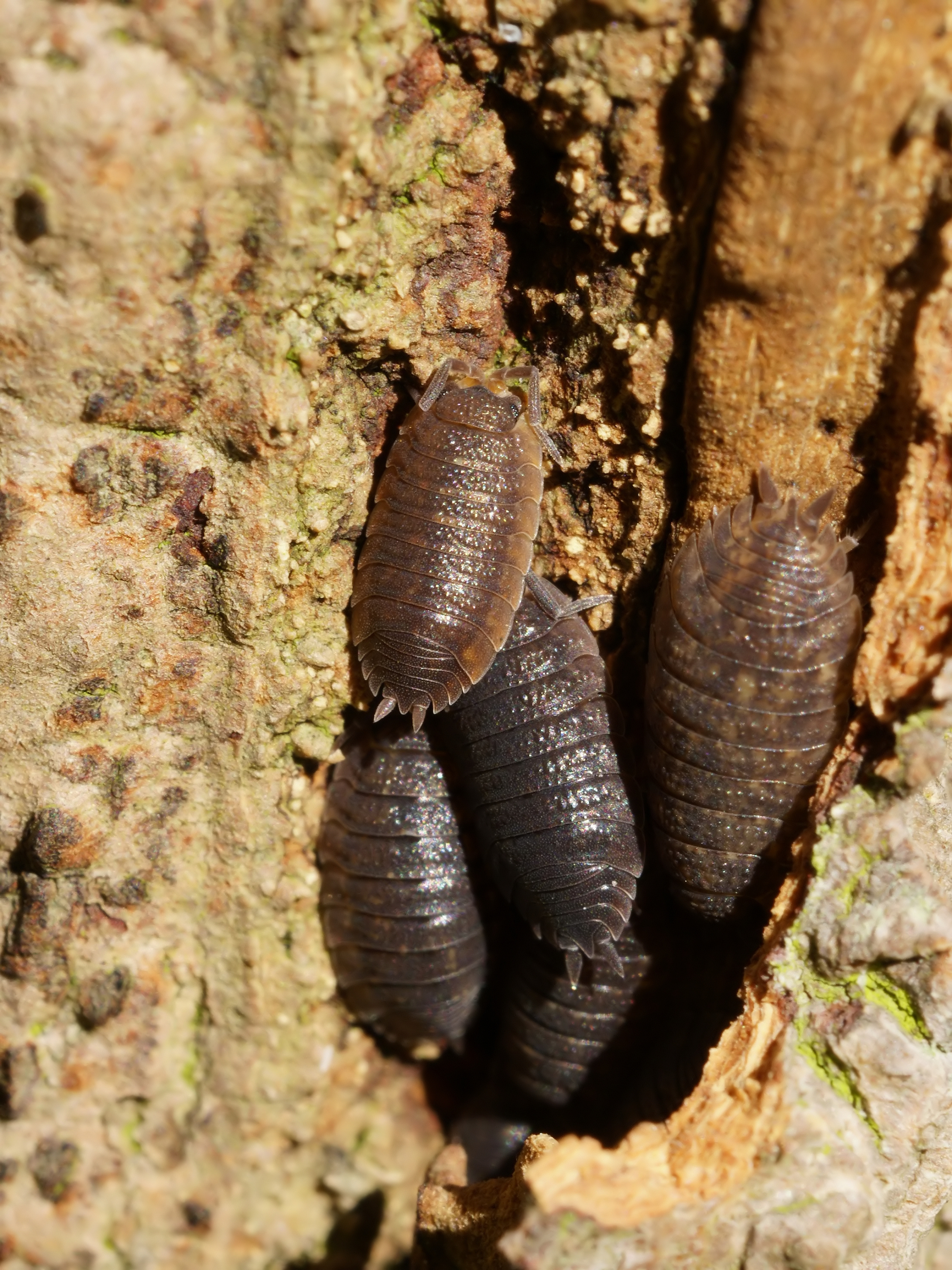
A fa kérgén
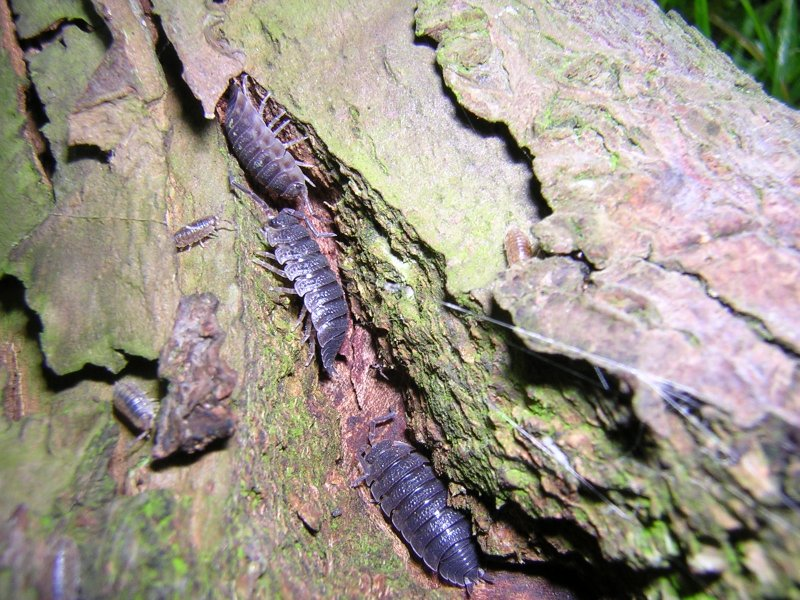
és benne

### Fordítás
- Ez a szócikk részben vagy egészben  a   Porcellio scaber című angol Wikipédia-szócikk ezen változatának fordításán alapul.  Az eredeti cikk szerkesztőit annak laptörténete sorolja fel. Ez a jelzés csupán a megfogalmazás eredetét és a szerzői jogokat jelzi, nem szolgál a cikkben szereplő információk forrásmegjelöléseként.